# Irina Maloschon
Irina Maloschon (Vatersname unbekannt, Nachname nicht gesichert, russische/ukrainische Transliteration Irina Maložon oder Maložën, in Westeuropa meist fälschlicherweise Malozon, Maloson geschrieben; * unbekannt, vermutlich in den 1920er-Jahren in Schuklja, Oblast Tschernihiw, Ukrainische SSR; † unbekannt, zwischen 1941 und 1943) war eine ukrainische Partisanin, die als Widerstandskämpferin gegen die deutsche Wehrmacht und den Nationalsozialismus kämpfte.

## Herkunft und Widerstand
Die einzige Quelle für Irinas Biographie ist eine Passage im ersten Band des autobiographischen Romans Das illegale Gebietskomitee arbeitet (1947) des Partisanen Alexei Fjodorowitsch Fjodorow. Zur Illustration der Widerstandskraft der Intelligenzija auf dem Lande wird die „Geschichte“ (russ. raskaz) eines alten Lehrers aus „Schukli“ im „Rajon Cholmy“ erzählt. Der Greis habe nach dem Einmarsch der Wehrmacht im September 1941 Flugblätter in Umlauf gebracht:
„Hier die kurze Geschichte der Familie des parteilosen Lehrers Maloschon aus dem Dorfe Schukli:
Sawwa Jemeljanowitsch Maloschon, ein kranker, lahmer Greis, konnte sich nur mit Mühe vorwärtsbewegen. Er saß fast ständig zu Hause herum. Er schrieb Flugblätter. Er schrieb sowohl in Prosa als auch in Versen. Seine boshaften satirischen Tschastuschki wurden von Mund zu Mund weitergegeben. Man sang und las sie nicht nur in Schukli, sondern auch in den Nachbardörfern. Der Greis schrieb, seine Tochter Oxana und seine Nichte Irina verbreiteten sie. Beide waren Komsomolzinnen, mutig, schlagfertig, unternehmungslustig.
Agenten der Gestapo nahmen den Lehrer fest. Ihm drohte die Erschießung. Oxana ging in die Kommandantur und konnte den Kommandanten davon überzeugen, dass ein so bedauernswerter, kranker Greis wie ihr Vater kein kommunistischer Agitator sein könne. Man ließ den Lehrer frei. Bald darauf flog aber seine Nichte auf. Die Deutschen folterten sie. Sie verriet niemanden. Kurz vor ihrer Erschießung gelang es ihr, Sawwa Jemeljanowitsch zwei Zettel zukommen zu lassen. Im ersten schrieb sie:
‚Lieber Onkel! Ich habe keine Angst vor dem Tod, aber es ist nur schade, dass ich wenig gelebt, wenig für mein Land getan habe.‘
Hier ihr zweiter Zettel, in dem sie Abschied nimmt:

‚Onkel, ich habe mich bereits daran gewöhnt, ich bin hier nicht allein, wir sind viele. Ich weiß nicht, ob sie [mich] nachhause lassen. Vielleicht lassen sie [mich] auch nicht. Ich war beim Verhör. Sie haben mir die Erklärung des Starosten A. Ustischenko gezeigt. Er hat uns verraten, Onkel. Aber gleichviel, ich habe keine Angst vor dem Tod und ich fürchte mich nicht davor zu sterben. Schaut auf Mama – sie soll nicht weinen. Ich hätte ohnehin nicht mehr lange mit ihr gelebt. Ich habe meinen Weg. Mama soll das Brot verstecken, sonst nehmen es die Deutschen. Lebt wohl, eure Nichte Irina‘.“

## Abschiedsbrief
Irinas Schicksal wurde in Westeuropa durch ihre letzten Worte bekannt, die im Sammelband „Lettere di condannati a morte della Resistenza Europea – Letzte Briefe zum Tode Verurteilter aus dem europäischen Widerstand“ (1954, deutsche Übersetzung 1955) veröffentlicht wurden. Bei der Wiedergabe der Namen geschahen aus Unkenntnis der russischen Sprache einige Fehler.

Ohne es zu kennzeichnen oder zu begründen, haben die Herausgeber die bei Fjodorow zitierten beiden „Zettel“ zu einem einzigen „Abschiedsbrief“ zusammengefasst und dabei Passagen gekürzt oder ergänzt:

„Lieber Onkel,
Ich habe keine Angst vor dem Tod, es tut mir bloß leid, nur so kurz gelebt und wenig für mein Land getan zu haben . . . Onkel, jetzt habe ich mich ans Gefängnis gewöhnt, ich bin nicht allein, wir sind viele. Onkel, deswegen habe ich keine Angst vor dem Tod. Sag Mutter, sie soll nicht weinen. Ich hätte ohnehin nicht lange mit ihr gelebt. Ich hatte meinen Weg. Mutter soll das Geld verstecken, sonst stehlen es die Deutschen.
Leb wohl, Deine Nichte Irina“

Übersetzungen des Briefes in mehreren Sprachen finden sich im interaktiven italienischen Portal „Canzoni contro la guerra“.
In der Sowjetunion wurde Irinas „Brief“ 1962 in der Sammlung Govorjat pogibšie geroi («Es sprechen die gefallenen Helden») als «Brief der Komsomolzin I. Maloschon», der nicht später als 1943 entstanden sei, nachgedruckt. Es handelt sich dabei um eine russische Rückübersetzung aus dem Italienischen. Dem Brief ist eine pathetische, stark ausgeschmückte Biographie beigefügt.

## Gedenkorte und Erinnerung

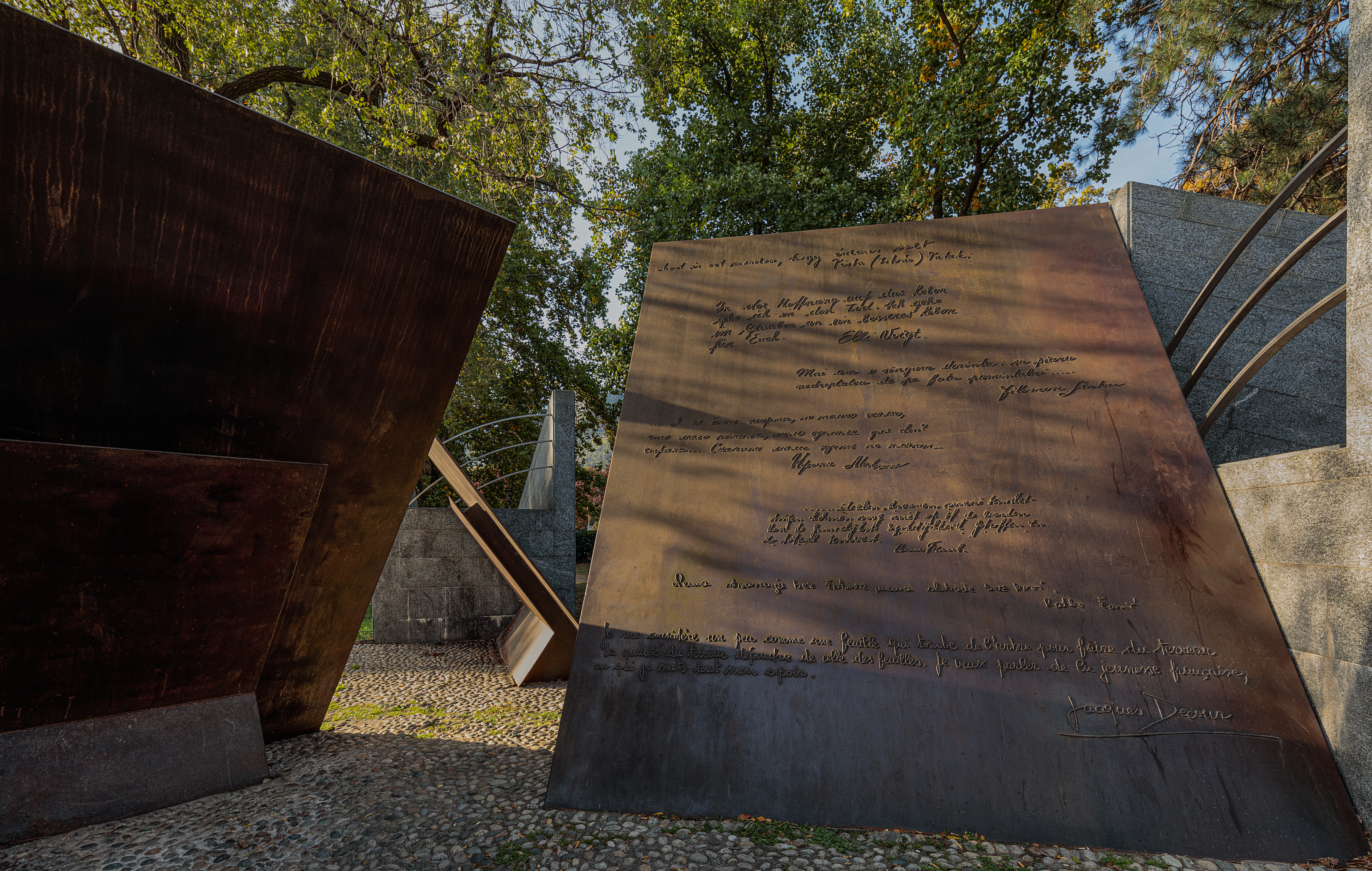
Gedenktafel in Como

- Chorwerk: Der italienische Komponist Luigi Nono wählte aus dem Sammelband für den Text seines 1956 geschriebenen Chorwerkes Il canto sospeso zehn Abschiedsbriefe[10] – unter anderem auch den Brief von Irina Maloschon.[11]
- Inschrift:  Der Brief ist in mehreren Sprachen zusammen mit 17 weiteren Abschiedsbriefen aus dem Sammelband auf einer der Tafeln der Gedenkstätte Monumento alla Resistenza Europea in Como zur Erinnerung an den europäischen Widerstand gegen das NS-Regime dokumentiert.[12]